# 安芸戸島駅
安芸戸島駅（あきとしまえき）は、かつて広島県高田郡向原町大字戸島（現在の安芸高田市向原町戸島）にあった、鉄道省（現・西日本旅客鉄道（JR西日本））芸備線の簡易停留場（廃駅）である。
当駅は、吉田口駅 - 向原駅間にある、地ヶ原踏切の脇に所在していた。

## 歴史
1929年（昭和4年）に、芸備鉄道が旅客確保のためにガソリンカーの運行を開始し、このガソリンカー専用の駅として、1930年（昭和5年）4月25日に戸島停留場（としまていりゅうじょう）が設置された。1937年（昭和12年）に芸備鉄道が国有化され国鉄芸備線になったことに伴い、安芸戸島駅に改称された。1941年（昭和16年）8月10日、太平洋戦争によるガソリンカーの運行廃止に伴い当駅も営業休止（事実上の廃止）となった。

## 隣の駅
鉄道省
芸備線
吉田口駅 - 安芸戸島駅 - 向原駅